# Marthe Nadar
Marthe Nadar, née le 8 mai 1912 et morte le 8 juin 1948 dans le 8e arrondissement de Paris, est une photographe et artiste peintre française.
Petite-fille de Nadar et fille de Paul Nadar, elle est la collaboratrice de son père au sein du celèbre atelier photographique Nadar, qu'elle dirige seule de 1939 à sa mort en 1948.

## Biographie

### Origines et vie de famille
Le 24 juin 1894, Paul Nadar épouse Élisabeth Marie Degrandi. Il est alors industriel et habite au 51, rue d'Anjou,. Elisabeth Marie Legrandi, soprano à l'Opéra-Comique, est déjà mère d'Eugénie Claire Casamajor-Salenave, née le 8 décembre 1880 dans le 2e arrondissement de Paris et morte le 22 novembre 1980 à Fontainebleau, cantatrice. Paul Nadar et Élisabeth Marie Degrandi divorcent le 22 juillet 1919.
Marthe Ernestine Anne naît le 8 mai 1912 au 11, rue Clapeyron dans le 8e arrondissement de Paris. Ses parents ne sont pas nommés. Paul Nadar et Marie Anne Parquet reconnaissent l'enfant le 10 janvier 1920. Elle est légitimée par le mariage de ses parents le 21 du même mois. Marie Anne Parquet, née le 21 juin 1873 à Héricy en Seine-et-Marne, habite au 11, rue Clapeyron. Ses parents Eugène Théodore Parquet et Marie Geneviève Longueau sont propriétaires à Héricy. Le contrat de mariage est reçu par Me Dufour le 19 janvier. Robert Lefort dit Charvet, auteur dramatique, est témoin du mariage.
En 1924, à l'âge de 12 ans, Marthe Nadar est citée dans la liste des cent mentions honorables et d'encouragement pour un concours de quatrains.
Le 23 janvier 1928, elle est présente avec son père aux funérailles de Gustave Simon.
En 1946, Marthe Nadar fait partie d'un comité de patronage qui inaugure une plaque commémorant la première poste aérienne.

### Carrière
Marthe Nadar est artiste-peintre. Dans les années 1930, elle devient la collaboratrice de son père pour les prises de vue et la gestion de la clientèle.
En 1934, Marthe Nadar s'occupe de sélectionner parmi l’œuvre de son père les photographies exposées lors de la rétrospective sur la mode féminine des soixante dernières années organisée par la Société française de photographie en même temps que son Salon international annuel,. La même année, ses portraits de la princesse Marie de Grèce et de la duchesse de Massa sont cités dans Vu.
Le 3 mars 1936, Marthe Nadar participe avec son père au banquet de la chambre syndicale française de la photographie pour le 75e anniversaire de sa création, au cours duquel un vibrant hommage est rendu à Paul Nadar. Le menu est orné d'une reproduction d'un pastel de Marthe Nadar « plein d'expression et de sincérité ».
L'article « Les souvenirs anecdotiques de Paul Nadar le photographe des rois » publié le 8 mars 1937 dans Le Matin est illustré d'une photo de celui-ci prise par Marthe Nadar.

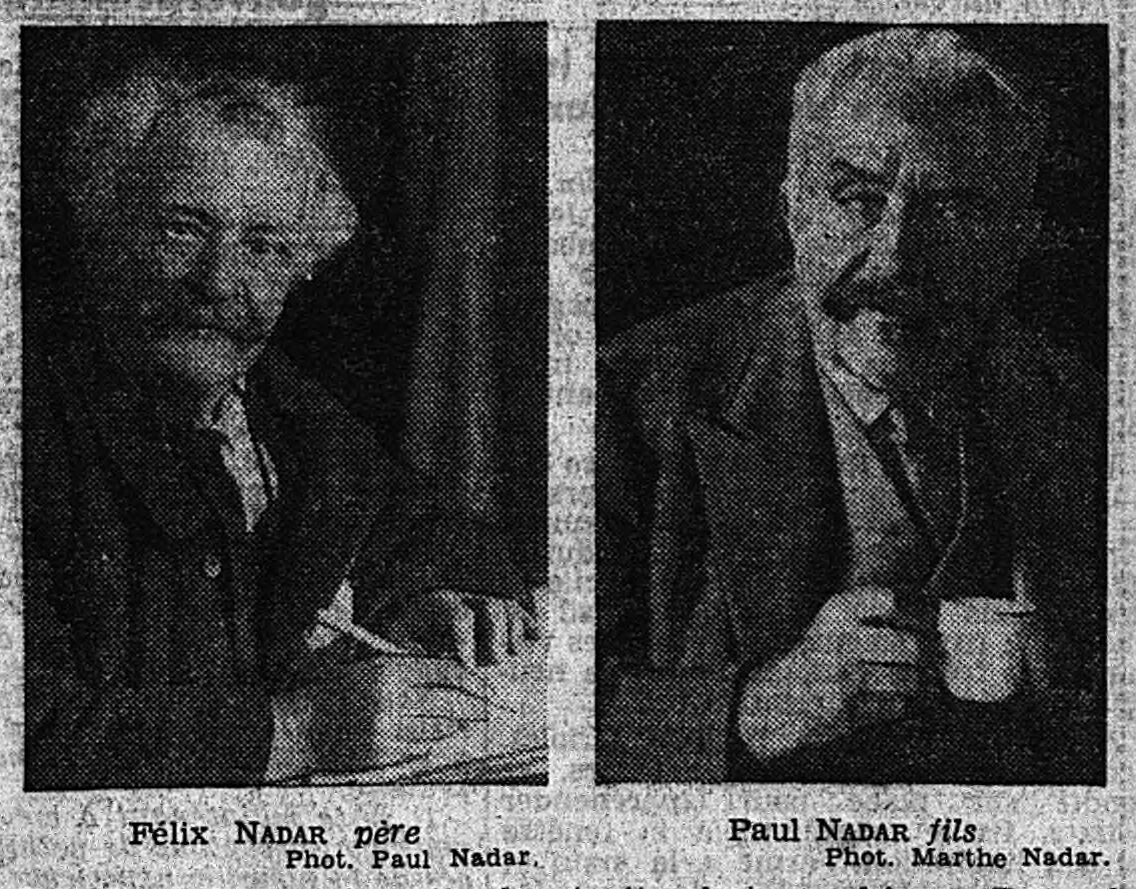
« Les souvenirs anecdotiques de Paul Nadar le photographe des rois », Le Matin, 8 mars 1937, numéro 19345, page 1. Source BnF / Gallica.

À l'automne 1937, Marthe et Paul Nadar participent au 22e Salon international de la photographie organisé à l'hôtel du 51, rue de Clichy. Le Journal souligne le travail de « Paul et Marthe Nadar, qui, dans d'expressifs portraits, unissent l'observation la plus fidèle à la sensibilité la plus raffinée ». Paul Nadar présente un portrait de Marthe Nadar, qui présente elle-même un portrait de son père. La même année, Marthe Nadar participe à un concours de photographie organisé par Le Figaro. L'Intransigeant souligne que « Mlle Nadar, dessinatrice et photographe, poursuit une tradition de famille » dans un article portant sur une exposition d'une partie du fonds Nadar organisée par la Société française de photographie.
Paul Nadar lègue l’atelier photographique familiale à sa fille à son décès, le 1er septembre 1939,,. Un autoportrait photographique de Marthe Nadar avec le portrait peint de son père daté d'environ 1939 est conservé au département des Estampes et de la Photographie de la Bibliothèque nationale de France,.
Marthe Nadar écrit l'article « Mallarmé ami des Nadar » publié dans Comoedia le 25 juillet 1946.
En 1948, Marthe Nadar est interrogée par René Lelu pour un article de Ce soir.

### Mort
Marthe Nadar meurt le 8 juin 1948 dans le 8e arrondissement de Paris, à l'âge de 36 ans. Son décès prématuré marque la fin de l’activité du studio Nadar. Ses obsèques ont lieu le 10 juin en l'église basse Saint-Pierre-de-Chaillot.
Marthe Nadar est inhumée avec ses grands-parents Félix Nadar et Ernestine Lefèvre et son père Paul Nadar au cimetière du Père-Lachaise, division 36, avenue des Acacias, 1re ligne.
Michel François Braive acquiert auprès de Marthe Nadar une collection de photographies et de documents pour une thèse qu'il ne termine pas, parmi lesquels la collection Thuillier (Photographies de la collection Thuillier, don de Madame Nadar Paul provenant des ateliers Nadar). Cette collection est composée par Marthe Nadar pendant la Seconde guerre mondiale. Marthe Nadar permet à la Bibliothèque nationale de France d’acquérir le fonds complet Nadar en 1950, après des achats en 1897, 519 tirages en 1907-1908, la correspondance en 1942 et d'autres tirages en 1943,,.
Marie Anne Parquet meurt le 8 août 1957 en son domicile du 48, avenue d'Iéna dans le 16e arrondissement de Paris.